# Francesco Zabarella

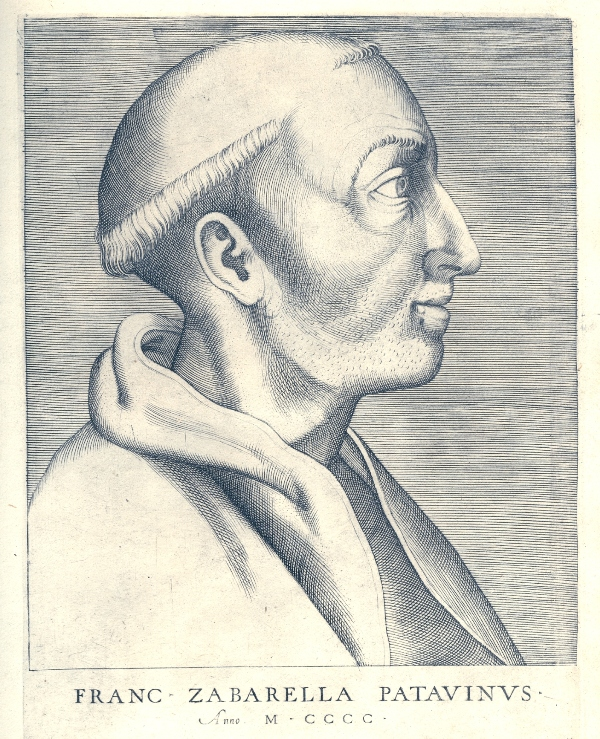
Francesco Zabarella als Kirchenrechtslehrer (1400)

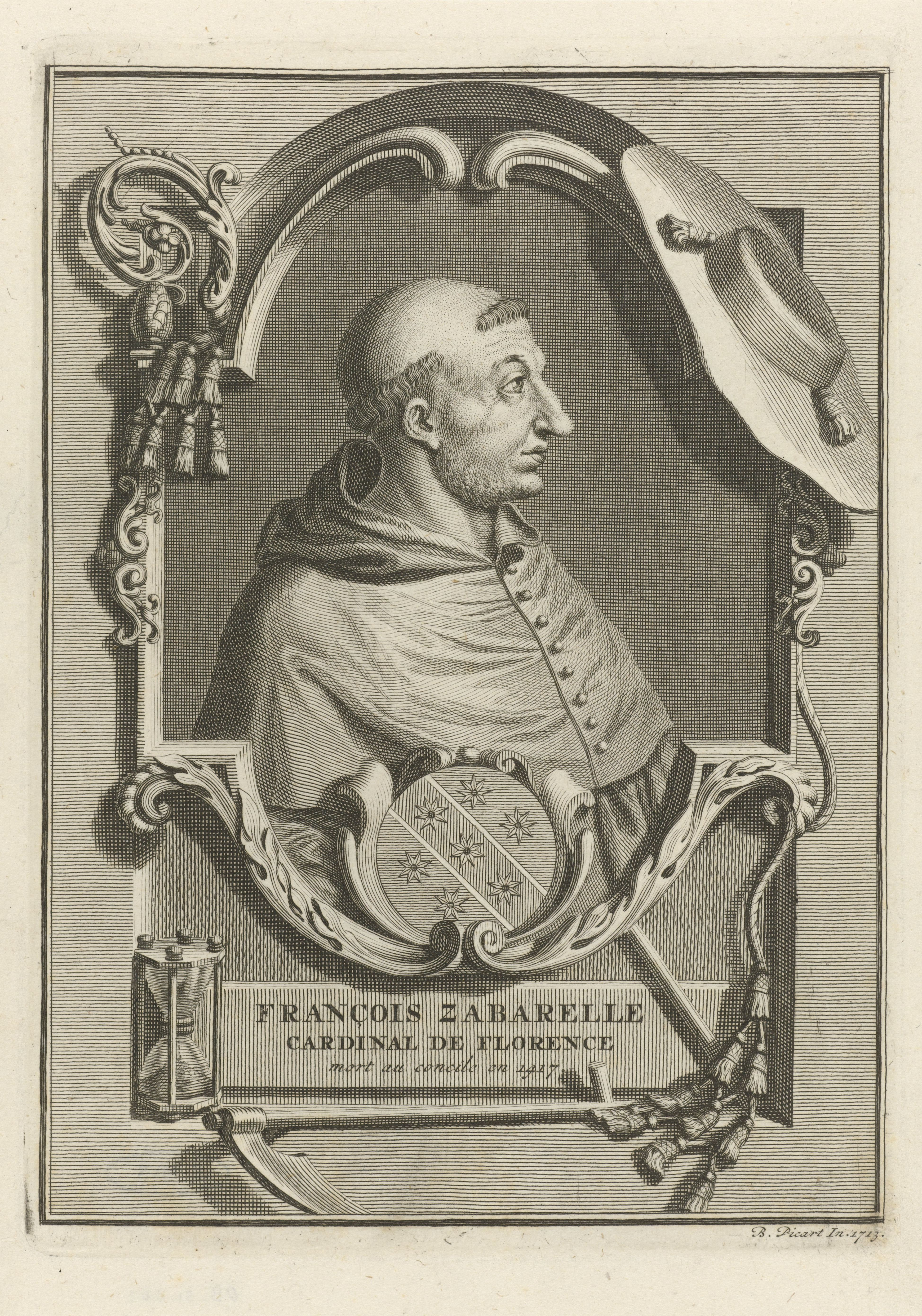
Zabarella als Kardinal (Porträt-Druck Amsterdam 1713)

Francesco Zabarella (latinisiert Franciscus de Zabarellis; * 10. August 1360 in Piove di Sacco in der Provinz Padua; † 26. September 1417 in Konstanz) war ein italienischer Jurist und Geistlicher. Er war Kardinal der Katholischen Kirche. Er war Bischof von Florenz und bedeutender Kanonist seiner Zeit. Gegenpapst Johannes XXIII. ernannte ihn am 12. November 1415 zum Kardinal. Zabarella gilt daher als Pseudokardinal. Er war ein Onkel von Bartolomeo Zabarella.

## Leben

### Ausbildung und Wirken in den Diensten Paduas
Zabarella studierte Jura in Bologna und Florenz, wo er 1385 abschloss. Er lehrte bis 1390 an dieser Universität Kanonisches Recht, an der Universität Padua bis 1410. Nachdem er die niederen Weihen im Jahre 1385 erhalten hatte, wurde er Vikar Bischof Acciaiolis in Florenz und Seelsorger der Kirche Santa Maria in Pruncta nahe der Stadt. 1398 wurde er Erzpriester der Kathedrale von Padua. Durch die Regierung von Padua wurde er wiederholt auf diplomatische Mission entsandt und gegen Ende des Jahres 1404 war er einer der zwei Botschafter gegenüber dem französischen König Karls VI., um für Unterstützung gegenüber Venedig zu bitten. Nachdem Padua im Jahre 1406 Teil der Republik Venedig wurde, war Zabarella der neuen Herrschaft gegenüber loyal.

### Als Kardinal auf den Konzilien

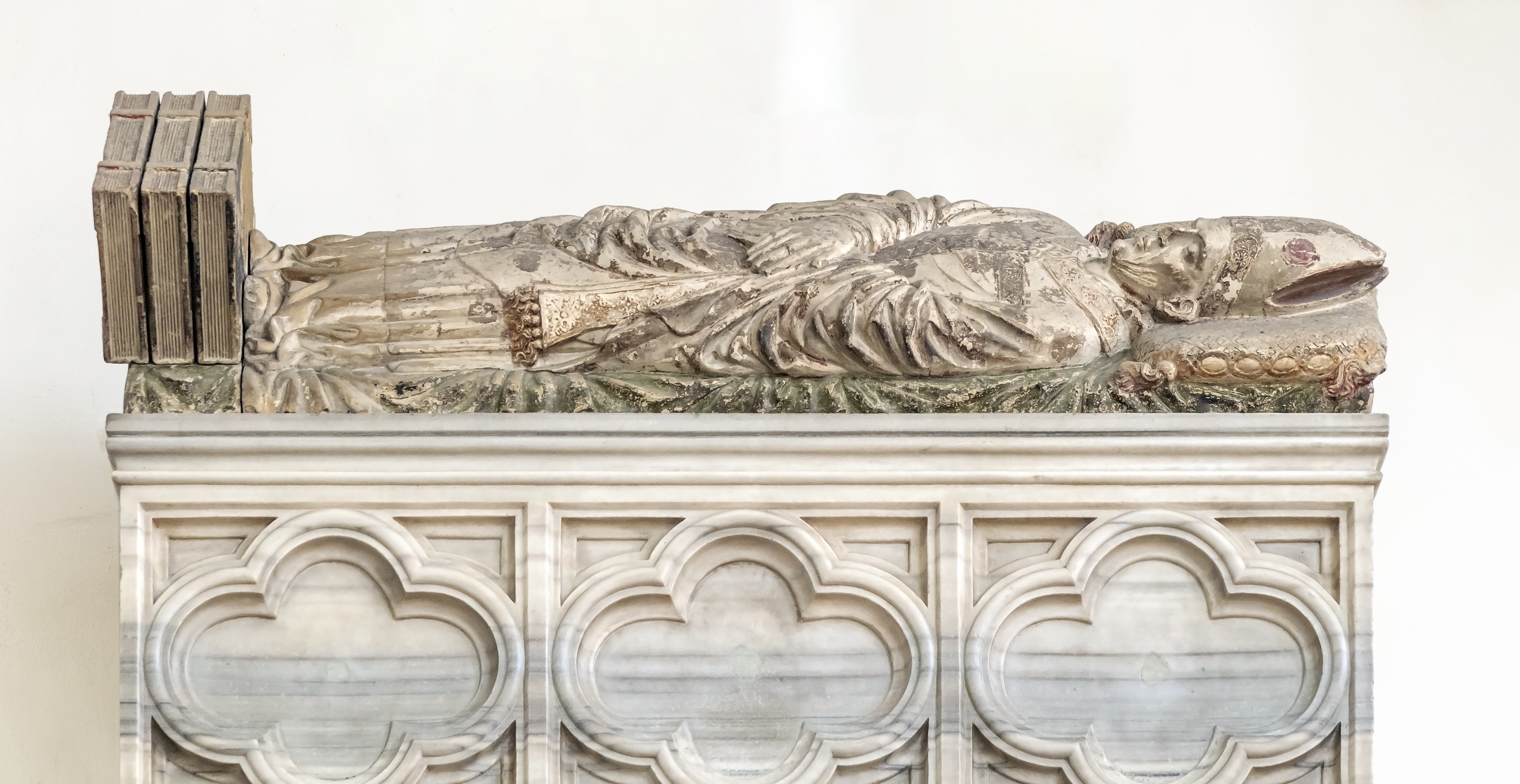
Grabmal Zabrellas im Dom von Padua

1409 nahm er in venezianischen Diensten am Konzil von Pisa teil. 1410 wurde er Bischof von Florenz und zudem päpstlicher Referendar. Am 6. Juni 1411 wurde er Kardinaldiakon der Titeldiakonie Santi Cosma e Damiano. Von 1412 bis 1413 war er Teilnehmer des Konzils von Rom. Nachdem dieses Konzil seinen Zweck verfehlt hatte, wurde Zabarella im Oktober 1413 als päpstlicher Legat zu König Sigismund entsandt. Hier erreichte er dessen Zustimmung zu einem neuen Konzil, dem Konzil von Konstanz. Bis zu seinem Tod blieb Zabarella in Konstanz, auch nach dem Fortgang Sigismunds und der Absetzung Johannes’ XXIII, und spielte eine hervorragende Rolle bei den Verhandlungen gegen Jan Hus.
Francesco Zabarella starb am 26. September 1417 in Konstanz. Sein Leichnam liegt in der Kathedrale von Padua begraben.

## Werke

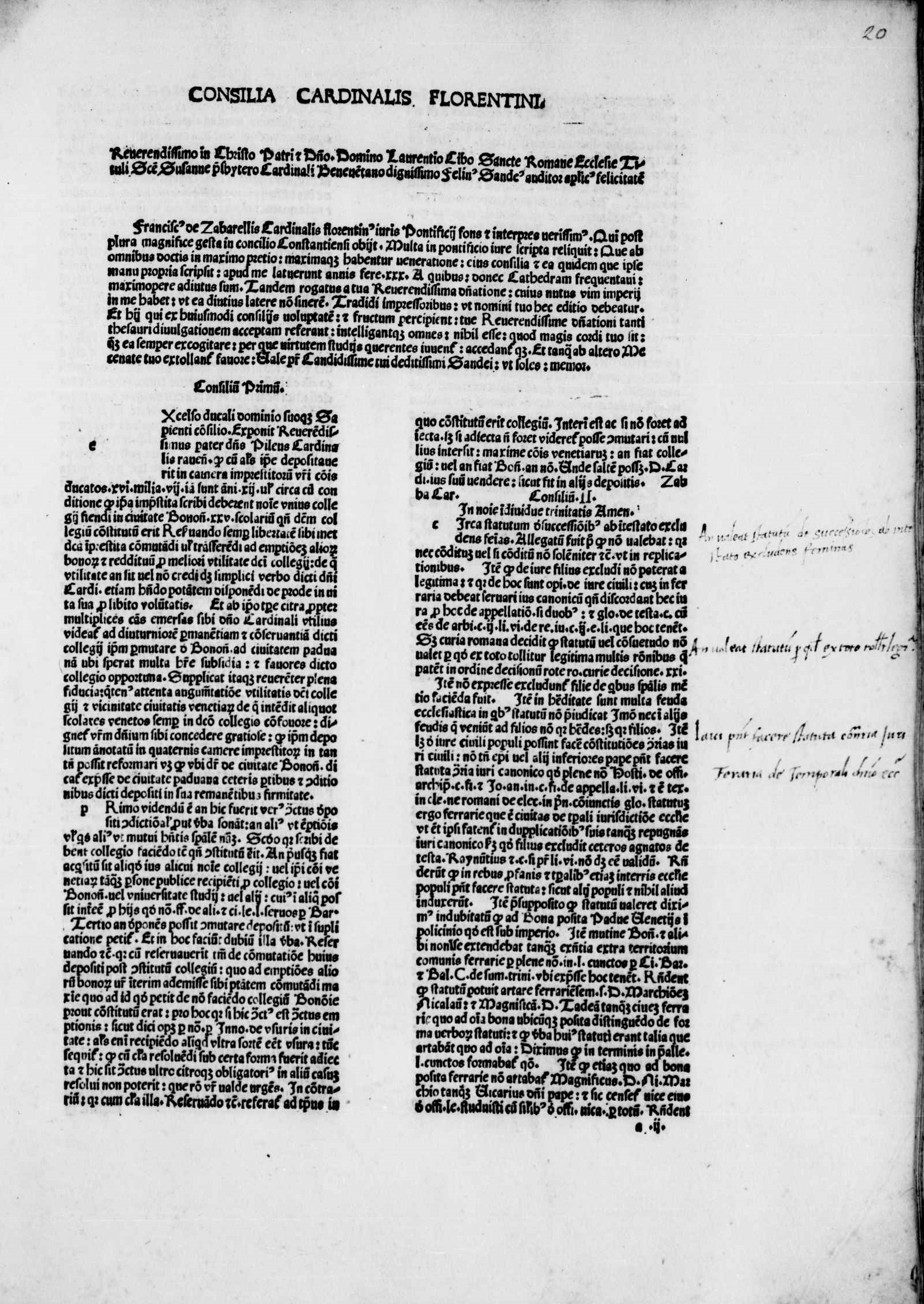
Consilia, 1490

Zabarellas wohl bekanntestes literarisches Werk ist das Traktat De schismate, dass von 1403 bis 1408 geschrieben wurde und Vorschläge zur Beendigung des Schismas enthält. Es wurde 1515 in Straßburg veröffentlicht.
- Super quinque libros Decretalium (3 Bd., veröffentlicht 1502)
  - Commentaria in quinque libros decretalium. Band 1. Claude Servain, Lyon 1558 (Latein, beic.it).
  - Commentaria in quinque libros decretalium. Band 2. Thomas Bertheau, Lyon 1558 (Latein, beic.it).
  - Commentaria in quinque libros decretalium. Band 3. Lyon 1557 (Latein, beic.it).
  - Commentaria in quinque libros decretalium. Band 4. Lyon 1558 (Latein, beic.it).
  - Commentaria in quinque libros decretalium. Band 5. Lyon 1558 (Latein, beic.it).
- De schismate (1403/08, veröffentlicht 1515)
- Consilia (veröffentlicht 1581)
  - Consilia. Tipografo dell'Antonio da Cannara, Pescia 1490 (Latein, beic.it).